# Municipio de Fulton (condado de Webster)
El municipio de Fulton (en inglés: Fulton Township) es un municipio ubicado en el condado de Webster en el estado estadounidense de Iowa. En el año 2010 tenía una población de 420 habitantes y una densidad poblacional de 4,39 personas por km².

## Geografía
El municipio de Fulton se encuentra ubicado en las coordenadas 42°25′57″N 94°19′56″O / 42.43250, -94.33222. Según la Oficina del Censo de los Estados Unidos, el municipio tiene una superficie total de 95.61 km², de la cual 95,59 km² corresponden a tierra firme y (0,02 %) 0,02 km² es agua.

## Demografía
Según el censo de 2010, había 420 personas residiendo en el municipio de Fulton. La densidad de población era de 4,39 hab./km². De los 420 habitantes, el municipio de Fulton estaba compuesto por el 98,81 % blancos, el 0,24 % eran afroamericanos, el 0,48 % eran de otras razas y el 0,48 % eran de una mezcla de razas. Del total de la población el 1,19 % eran hispanos o latinos de cualquier raza.